# Лан (Бельгия)
Лан (фр. Lasne, валлон. Lane) — коммуна в Валлонии, расположенная в провинции Валлонский Брабант, округ Нивель. Принадлежит Французскому языковому сообществу Бельгии. На площади 47,22 км² проживают 14 043 человека (плотность населения — 297 чел./км²), из которых 48,91 % — мужчины и 51,09 % — женщины. Средний годовой доход на душу населения в 2003 году составлял 17 646 евро.
Почтовый код: 1380. Телефонный код: 02.